# 布拉夫城 (伊利諾伊州費耶特縣)
布拉夫城（英語：Bluff City）是位於美國伊利諾伊州費耶特縣的一個非建制地區。該地的面積和人口皆未知。

## 地理
布拉夫城的座標為38°57′50″N 89°02′47″W / 38.96389°N 89.04639°W，而該地的平均海拔高度為157米（即515英尺）。